# Sztárban sztár (tizenegyedik évad)
Újabb All Stars évaddal kedveskedik a TV2 a Sztárban sztár fanoknak